# قطار إسطنبول (رواية)
قطار إسطنبول (بالإنجليزية: Stamboul Train)‏ هي رواية إنجليزية من تأليف الكاتب الإنكليزي غراهام غرين نشرت لأول مرة في المملكة المتحدة عام 1932. والرواية من قصص الجاسوسية، تقع أحداثها في قطار الشرق السريع.

## ملخص الرواية
الرحلة هذه المرة، من اوستاند في بلجيكا، إلى إسطنبول في تركيا، تصبح هي الحكاية. لم تعد مجرد مكان...رواية مغامرات وأحداث متلاحقة... وهذه الأحداث تدور خلال ثلاثة أيام، وهي أحداث شيقة تقطع على القارئ أنفاسه وتجعله متطلعاً أمام كل حدث وموقف، لمعرفة المزيد والانتقال إلى ما يليه.

## وصلات خارجية
- (جريدة الحياة):«قطار إسطنبول» لغراهام غرين: صورة لمجابهات الحياة نفسها.